# Metro do Porto

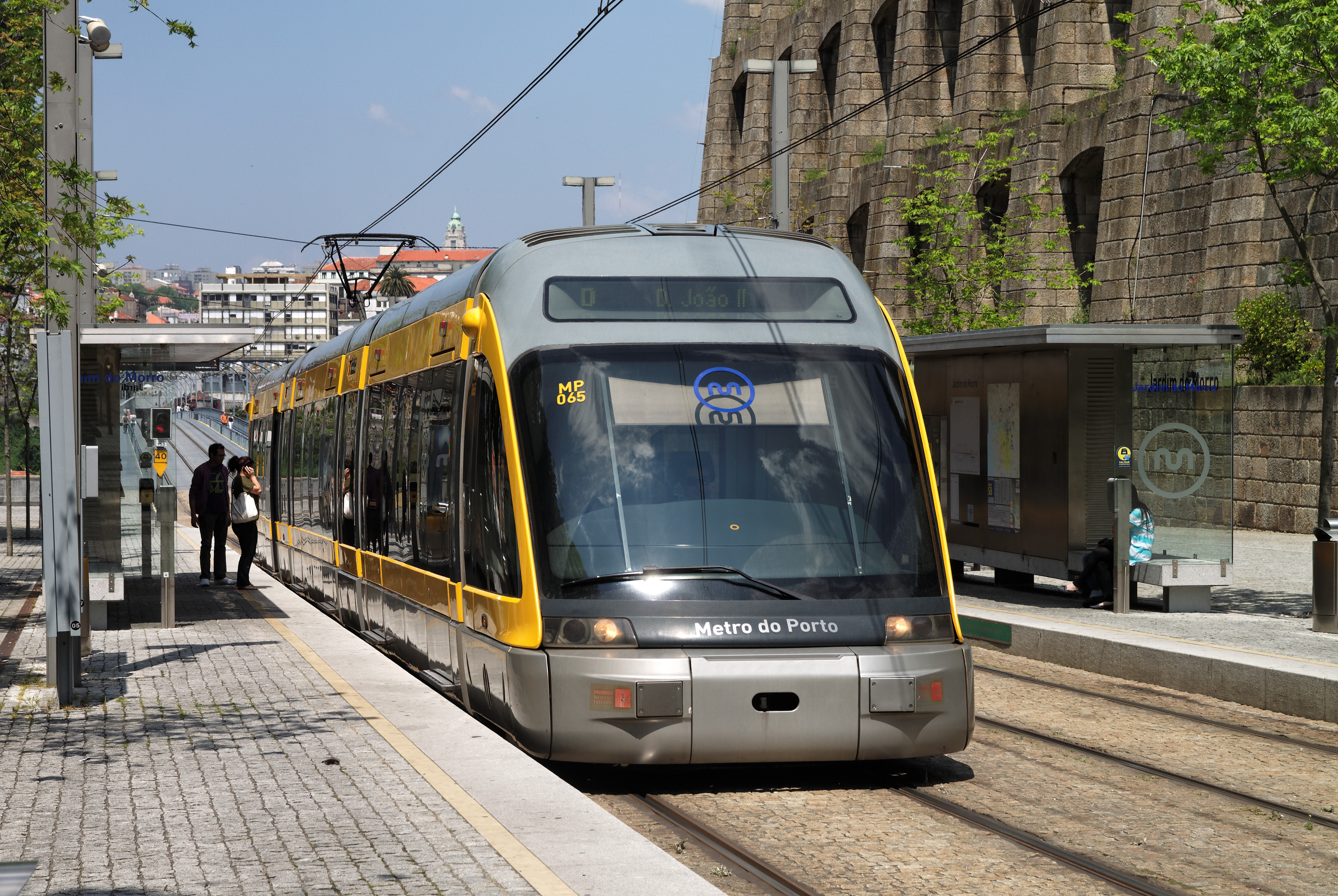
Zug der Metro do Porto an der Haltestelle Jardim do Morro (Linie D)

Die Metro do Porto ist ein Stadtbahnsystem in der Region Porto im Norden Portugals. Derzeit verkehren auf dem 70 km langen Streckennetz der Metro sechs Linien, die 80 Stationen in Porto und den umliegenden Städten Maia, Matosinhos, Vila do Conde, Vila Nova de Gaia, Póvoa de Varzim und Gondomar bedienen. Die regelspurigen Strecken verlaufen überwiegend oberirdisch und zweigleisig auf separatem Bahnkörper. Der unterirdische Streckenteil beträgt 9,5 km.
Die Stadtbahn wird von der Metro do Porto S. A. betrieben, die von der öffentlichen Hand gehalten wird. Diese ist auch für die am 18. Februar 2004 eröffnete Standseilbahn Funicular dos Guindais zuständig, nicht aber für den städtischen Bus- und Straßenbahnverkehr (STCP) und die Vorortzüge (CP Urbanos do Porto).

## Geschichte
Bereits Ende der 1980er-Jahre, als die Straßenbahnstillegungen in Porto ihren Höhepunkt erreicht hatten, wurde erstmals ein Stadtbahnsystem als Ersatz vorgeschlagen. Zunächst wurden jedoch bis auf Teile der Linien 1 und 18 alle Straßenbahnlinien durch Busse ersetzt. 1992 stimmten alle neun Kommunen der Metropolregion Porto (Junta Metropolitana do Porto) einem Stadtbahnprojekt zu, sodass am 21. Januar 1993 die Metro do Porto S. A. gegründet werden konnte. Im Januar 1996 wurde die erste Ausbaustufe des Projektes mit vier Linien auf 70 km Streckennetz vorgestellt. Nachdem am 16. Dezember 1998 die Finanzierung, teils mit EU-Geldern, endgültig geklärt werden konnte, wurden die Bauarbeiten am 15. März 1999 offiziell aufgenommen.
Die ersten Testfahrten begannen am 3. Dezember 2001 auf dem Abschnitt zwischen dem Depot Gueifões und der Avenida Vasco da Gama in Senhora da Hora. Am 24. Februar 2002 stellte die portugiesische Eisenbahn, damals noch unter dem Namen Caminhos de Ferro Portugueses, den Betrieb auf den Schmalspurbahnen im Norden Portos ein, deren Trassen anschließend für die regelspurige Metro komplett umgebaut wurden. Am 29. Juni 2002 wurde der Probebetrieb mit Fahrgästen auf der Strecke der Linie A zwischen Câmara de Matosinhos und Viso aufgenommen. Mit Fertigstellung des ersten Abschnitts des Innenstadttunnels bis zum Bahnhof Trindade am 7. Dezember 2002 wurde die Metro do Porto in Anwesenheit des damaligen Ministerpräsidenten José Manuel Barroso offiziell eröffnet. Am Neujahrstag 2003 wurde das elektronische Ticketsystem Andante eingeführt, zuvor war noch kein Fahrgeld verlangt worden.
Nach der Eröffnung der neuen, etwas flussaufwärts gelegenen Infante-Brücke im März 2003 konnte die obere Fahrbahn der Dom-Luís-Brücke für den Straßenverkehr gesperrt und nun von der Metro genutzt werden. Am 31. März begannen die Bauarbeiten an der zweiten Stammstrecke, der Linie D (Linha Amarela), die alle anderen Linien in Trindade kreuzt.
Am 3. November 2003 wurden die Tunnelbauarbeiten für die erste Ausbaustufe beendet, sodass der erste Innenstadttunnel für die Linien A bis C und E rechtzeitig zur Fußball-Europameisterschaft am 5. Juni 2004 vollständig in Betrieb genommen werden konnte.
Am 24. März 2004 wurde eine Stichstrecke von der Linie B mit der Nummer E zum Flughafen Francisco Sá Carneiro genehmigt, die ursprünglich nicht in der ersten Ausbaustufe enthalten war, sie wurde am 27. Mai 2006 eröffnet. Am 13. März und 30. Juli 2005 wurden jeweils die Linien B und C eröffnet, welche dieselbe Stammstrecke wie die Linie A nutzen. Da die Linie B für die Strecke von Porto nach Póvoa de Varzim durch die zahlreichen Haltepunkte eine sehr lange Fahrzeit benötigt, werden zusätzlich stündlich Expresszüge angeboten, die als B Expresso nummeriert sind.
Am 2. Januar 2011 wurde die Linie F (Linha de Gondomar) eröffnet, die das Streckennetz über die Station Estádio do Dragão hinaus in die östlichen Vororte Valongo und Fânzeres erweitert.
Am 13. Oktober 2019 wurde das Projekt der neuen Linie G (Linha Rosa) veröffentlicht, die das Streckennetz um 3 km erweitern und den Bahnhof São Bento mit der Casa da Música an der Rotunda da Boavista verbinden wird. Die Arbeiten an der neuen Linie begannen Anfang 2021 nach der finalen Freigabe des Projektes.
Im April 2021 begannen auch die Arbeiten zur Verlängerung der Linie D (Linha Amarela), die das Krankenhaus Hospital São João in Porto mit der Endstation Santo Ovídio in Vila Nova de Gaia verbindet. Die Verlängerung im Süden wird in der Station Vila d'Este im gleichnamigen Neubaugebiet  enden und soll 2023 eröffnet werden. Durch die Verlängerung des Streckennetzes um 3,15 km und drei neue Haltestellen wird eine Zunahme der Nutzerzahlen um 63.000 auf dann insgesamt etwa 17 Millionen Nutzer im Jahr erwartet.

## Liniennetz

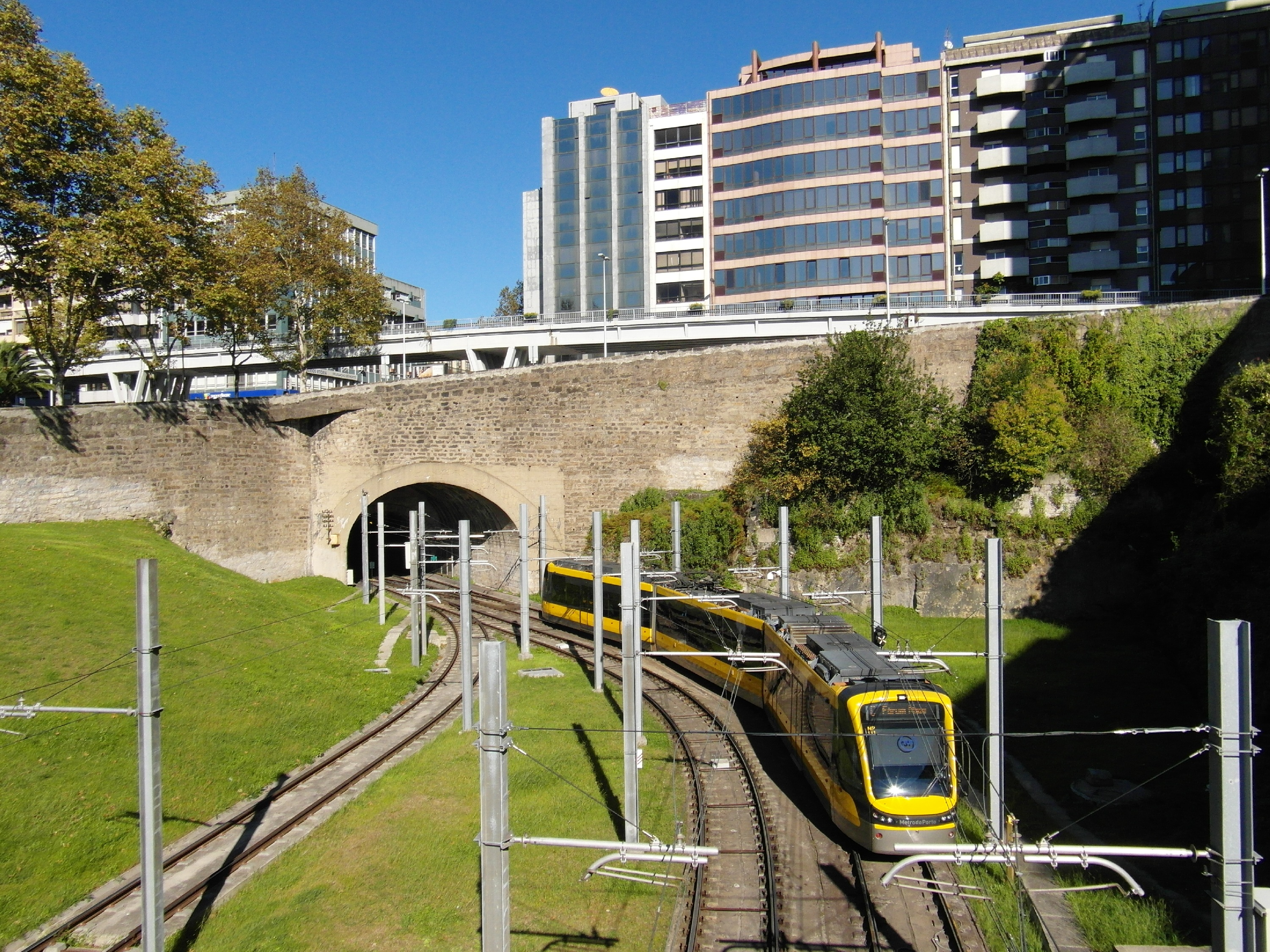
Zug der Linie C auf der ehemaligen Schmalspurstrecke im Nordkopf des Bahnhofs Trindade

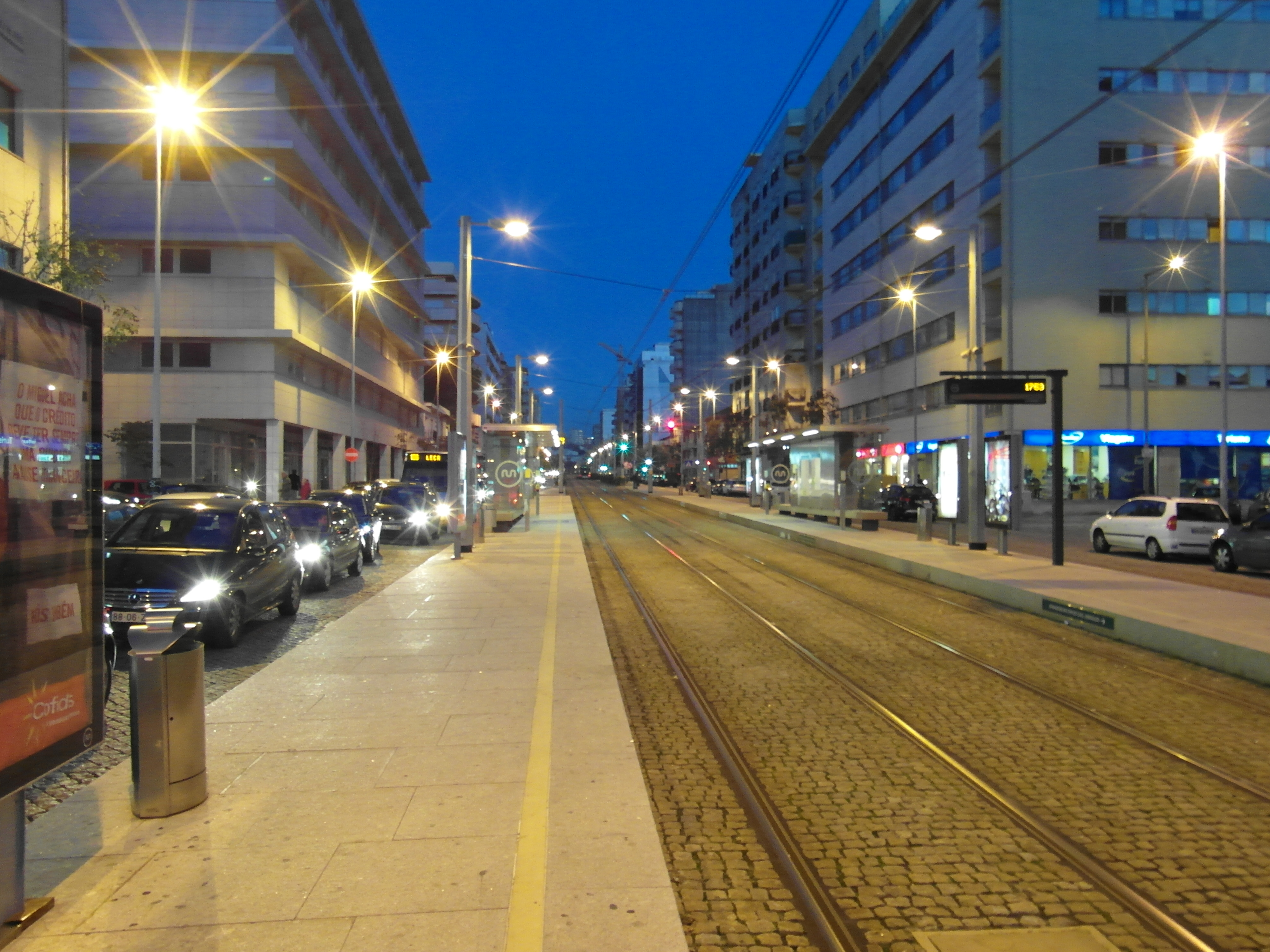
Typische Haltestelle der Metro do Porto, hier Matosinhos Sul

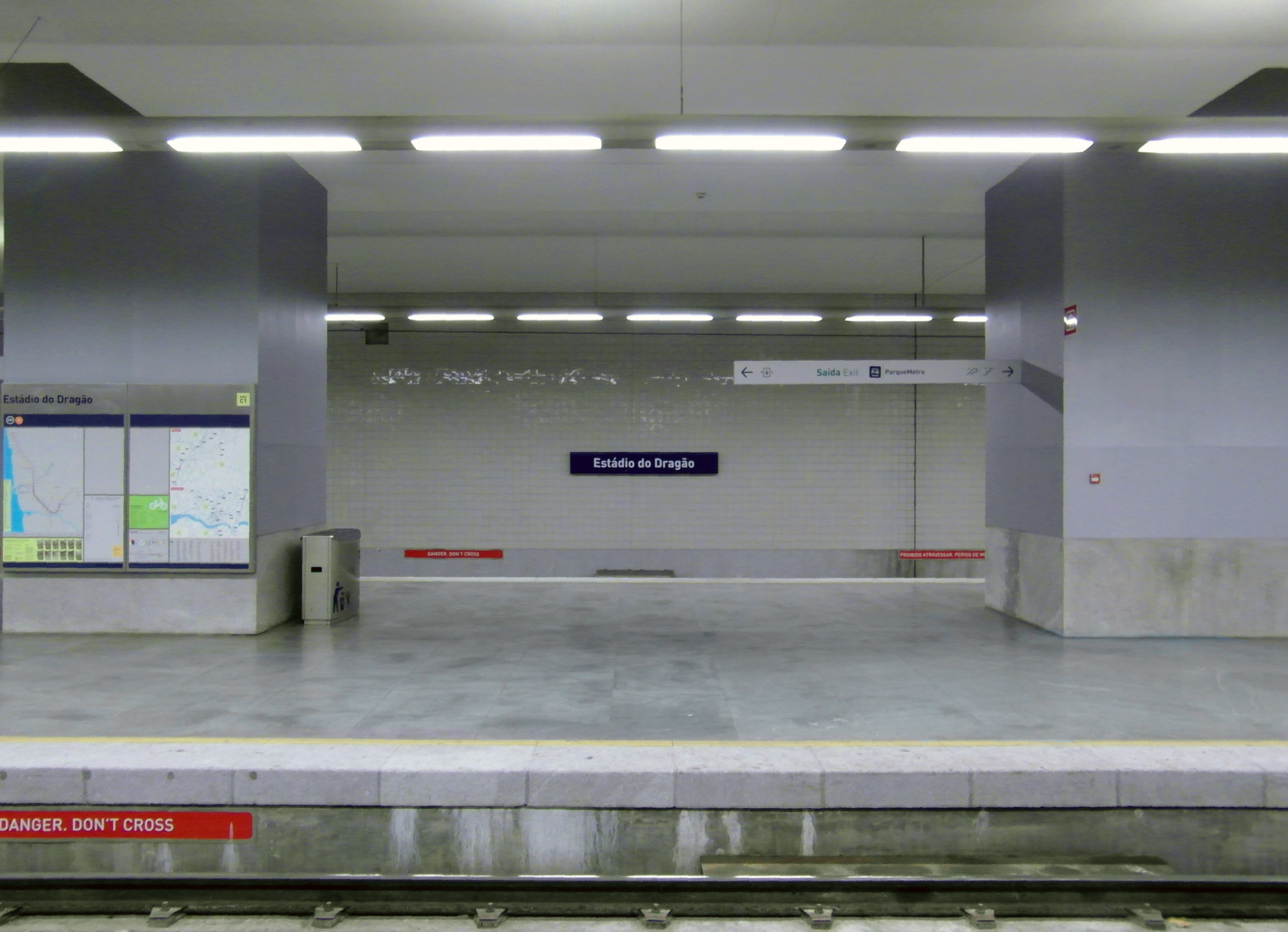
Blick in den Bahnhof Estádio do Dragão

| Linie | Strecke (noch nicht eröffnete Endpunkte in Klammern)                                       | Eröffnung             | Stationen | Fahrzeit (in min) | Takt (HVZ in min) | Doppel- traktionen |
| ----- | ------------------------------------------------------------------------------------------ | --------------------- | --------- | ----------------- | ----------------- | ------------------ |
| A     | Estádio do Dragão – Trindade – Casa da Música – Senhora da Hora – Senhor de Matosinhos     | 29. Juni 2002         | 23        | 39                | 10                |                    |
| B     | Estádio do Dragão – Trindade – Casa da Música – Senhora da Hora – Verdes – Póvoa de Varzim | 13. März 2005         | 35        | 66                | 15                | x                  |
| C     | Campanhã – Trindade – Casa da Música – Senhora da Hora – Parque Maia – Ismai ( – Trofa)    | 30. Juli 2005         | 25        | 43                | 15                | x                  |
| D     | (Vila d’Este – ) Santo Ovídio – Trindade – Hospital São João                               | 17. September 2005    | 14        | 19                | 6                 | x                  |
| E     | Estádio do Dragão – Trindade – Casa da Música – Senhora da Hora – Verdes – Aeroporto       | 27. Mai 2006          | 21        | 37                | 15                |                    |
| F     | Fânzeres – Rio Tinto – Estádio do Dragão – Trindade – Casa da Música – Senhora da Hora     | 2. Januar 2011        | 24        | 39                | 10                |                    |
| G     | Casa da Música – Bahnhof São Bento                                                         | für Juli 2025 geplant | 4         |                   |                   |                    |
| H     | Casa da Música – Santo Ovídio                                                              | für 2026 geplant      | 8         |                   |                   |                    |

### 1. Ausbaustufe
- 70 km insgesamt, davon:
  - 50 km ehemalige Schmalspurstrecken
  - 7 km Tunnelstrecke
  - 13 km in Straßenlage, meist auf eigenem Gleiskörper (hauptsächlich Linie A in Matosinhos)
- 66 Haltestellen

Im Wesentlichen besteht das Streckennetz aus zwei Stammstrecken, die sich in der Station Trindade kreuzen. Sie sind durch eine Betriebsstrecke bei Trindade verbunden.
- 1. Stammstrecke Linien A–C und E:
  - 6 unterirdische Stationen, in 3 einzelnen Tunneln

- 2. Stammstrecke Linie D
  - 8 unterirdische Stationen in einem Tunnel

### 2. Ausbaustufe
- diverse Verlängerungen der vorhandenen Linien außerhalb Portos:
  - Linie D: Verlängerung in Vila Nova de Gaia von der gegenwärtigen Endstation Santo Ovídio bis  Vila D’Este um 3,2 km. Es wird zwei weitere Zwischenstationen geben: Manuel Leão und Hospital Santos Silva. Baubeginn war Anfang 2021, die Inbetriebnahme ist für 2023 geplant.
- Streckenneubauten:
  - Linie F: Senhora da Hora – Fânzeres. Die Linie ging im Januar 2011 in Betrieb. Sie führt vom nördlichen Ende der Stammstrecke durch dieselbe und dann weiter in östlicher Richtung, wobei 10 neue Haltestellen geschaffen wurden.
  - Linie G (Linha Rosa):  Casa da Música (auf der Stammstrecke) – São Bento (auf der Linie D), die Strecke wird vollständig unterirdisch verlaufen. Die Baumaßnahme wurde 2017 genehmigt, mit dem Bau wurde Anfang 2021 begonnen.[1] Die Inbetriebnahme ist für Mitte 2025 vorgesehen.[3]
  - Linie H (Linha Rubi): Casa da Música – Santo Ovídio, geplante Fertigstellung ist Ende 2026.[4]

## Strecken

Streckennetz

Die Stammstrecke der Linien A-C und E verläuft zwischen Senhora da Hora und Trindade überwiegend auf der Trasse der stillgelegten Schmalspurbahn, nur der Tunnel bei Casa da Música wurde neu eingefügt. Einschnitte und kurze Tunnel wechseln sich ab. Ab Trindade schließt ein neuer Tunnel bis zum Bahnhof Campanhã an, danach verläuft die Trasse parallel zur Eisenbahn an der Oberfläche bis zum Estádio do Dragão. Die Innenstadt wird allerdings eher nur tangiert, wichtig ist die Station Bolhão, nahe der Einkaufsstraße Rua de Santa Catarina.
In Senhora da Hora zweigt die Linie A westlich ab, sie fährt auf eigenem Gleiskörper neben Straßen in Richtung Matosinhos. In der dortigen Innenstadt fahren die Züge über den neugestalteten Fußgängerboulevard und enden auf Rasengleis an der Haltestelle Senhor de Matosinhos, nahe dem Hafen Porto de Leixões. Nahe der Haltestelle Brito Capelo wurde bereits ein Abzweig für die Museumsstraßenbahn eingebaut.
Die Linien B, C und E führen weiter auf eigenem Gleiskörper neben Straßen zum Verzweigungspunkt Fonte do Cuco mit vier Gleisen, zwei Seitenbahnsteigen und einem keilförmigen Mittelbahnsteig. Die Linie C nutzt hier die beiden östlichen Gleise und führt nun über die Schmalspurbahntrasse über Land, bis in Parque Maia wieder urbanes Gebiet erreicht wird. Auf diesem unabhängig trassierten Abschnitt können die Züge ihre Höchstgeschwindigkeit ausfahren. Vor dem Hochbahnhof Parque Maia beginnt bereits die steile Rampe auf das Niveau der Satellitenstadt Maia. Hinter Parque Maia schließt ein kurzer Abschnitt in einer Fußgängerzone an, in der auch die Haltestelle Forum de Maia liegt. Nach einem kurzen Rasengleisabschnitt sinkt die Strecke wieder ab und führt aus Maia wieder unabhängig trassiert hinaus und endet kurz hinter Maia beim Hochschulgelände des Instituto Superior da Maia (ISMAI). Die Strecke weiter über die Schmalspurbahntrasse nach Trofa ist noch nicht reaktiviert, ist jedoch angedacht.
Weiter über Land führen die Linien B und E ab Fonte de Cuco. Der Ursprung der Trassierung als Regionalbahn wird hier besonders deutlich: Felder und vereinzelte Häuser säumen die Trasse, die Haltestellenabstände sind hoch, die Höchstgeschwindigkeit von 80 km/h kann genutzt werden. Ein Abzweig führt zum Depot Gueifões, mehrere Schnellstraßen kreuzen. In Verdes sinkt die Strecke der Linie E am Bahnsteig ab und führt durch einen kurzen Tunnel durch ein Gewerbegebiet bei Botica zum Flughafen. Hier herrscht wieder Rasengleis entlang von Straßen vor, kurz vor dem Bahnhof Aeroporto folgt ein weiterer kurzer Tunnel.
Vom Restnetz fast vollständig getrennt verläuft dagegen die Linie D, die die Stammstrecke in Trindade kreuzt. In der Innenstadt wurde ein Tunnel errichtet, der kurz hinter der Ponte Dom Luís I beginnt und hinter Polo Universitário endet. Der Rest der Strecke führt auf eigenem Gleiskörper zum Hospital São João beziehungsweise durch Vila Nova de Gaia nach Santo Ovídio, wo ein Übergang zu den Vorortzügen der CP Urbanos do Porto besteht. Die Linie D erschließt die Innenstadt und auch die Altstadt besser als die Linien A, B, C und E, bedient sie doch den Innenstadtbahnhof São Bento, die nahen Aliados, die Prachtstraße Portos, und das Rathaus. An den Aliados verkehren auch ein Großteil der Buslinien der STCP. Interessant ist die Überquerung der Ponte Dom Luís.

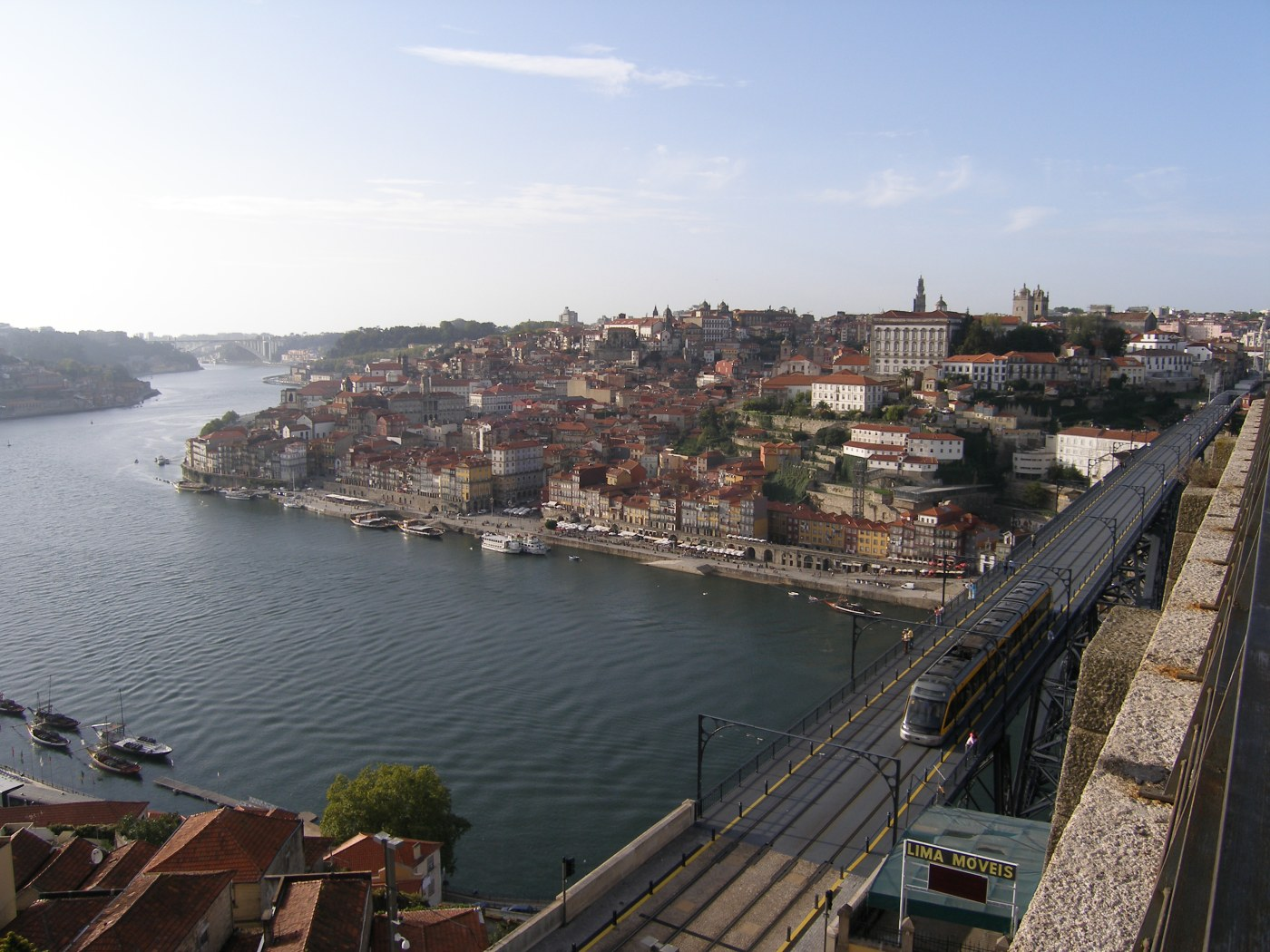
Ein Zug der Linie D überquert die Ponte Dom Luís

Als erste Strecke der 2. Ausbaustufe wurde im Januar 2011 die Linie F nach Fânzeres in Betrieb genommen.

## Bahnhöfe

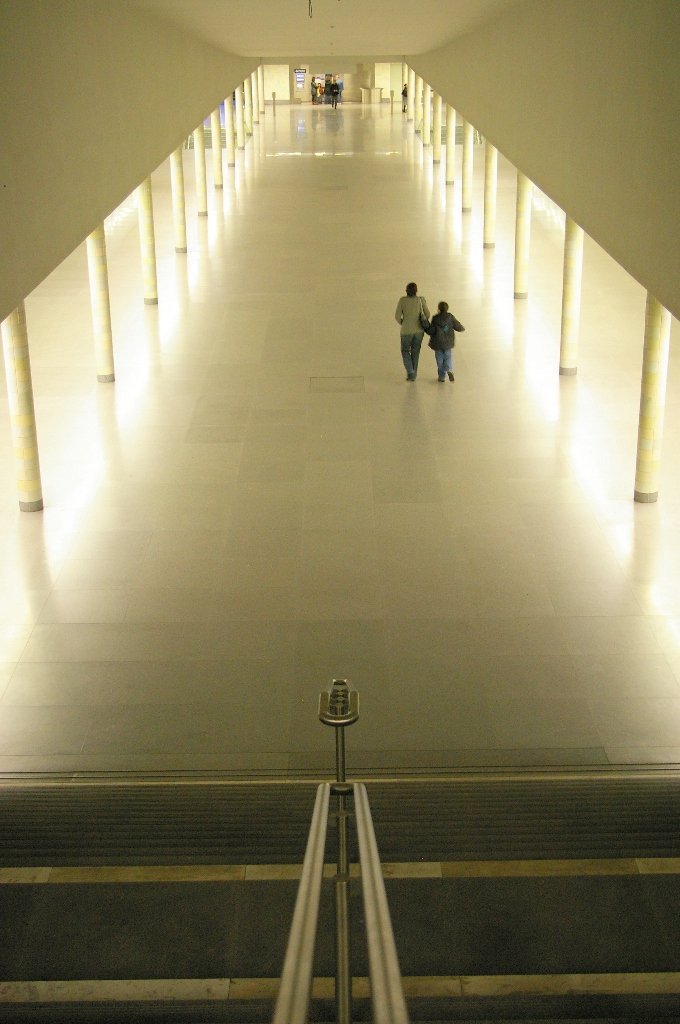
U-Bahnhof São Bento in Porto, von Siza Vieira

Es überwiegen zweigleisige Stationen mit Seitenbahnsteigen, jeweils 70 m lang und 250 mm hoch. Ausnahmen sind die Bahnhöfe Aeroporto und Senhora da Hora mit drei Gleisen, einem Mittel- und einem Seitenbahnsteig, Estádio do Dragão mit zwei Mittelbahnsteigen und drei Gleisen, Pólo Universitário mit einem Mittelbahnsteig und hoher Decke sowie der oberirdische Bahnhof Trindade mit einem seitlichen Stumpfgleis. Die einzigen viergleisigen Bahnhöfe sind Fonte de Cuco und Verdes, beide mit Seitenbahnsteigen. An den Haltestellen in Fußgängerzonen sind die Gleise abgesenkt.
Die Stationen sind in der Regel von dem Architekten Eduardo Souto de Moura gestaltet, die Gestaltung ist vereinheitlicht und meist relativ schlicht. Grauer Granit, Edelstahl, einfarbige Fliesen, Sichtbeton und Glas überwiegen. Nur die Station Aeroporto stellt mit der gewölbten Glasüberdachung eine Ausnahme dar. Sonst fällt nur die runde Dachöffnung in der Station Casa da Música, das gewölbte Glasdach in Parque Maia und das plötzliche Abtauchen in einen Tunnel hinter den Stationen Campanhã und Verdes auf. An einigen Stationen der Linien B und C sind noch Empfangsgebäude der ehemaligen Schmalspurbahn erhalten, oft mit Azulejos, ebenso nahe Casa da Música das zur Bank umgebaute Empfangsgebäude, an dem noch immer Boavista prangt. Der U-Bahnhof São Bento (im Zentrum von Porto vor dem Bahnhof Porto São Bento gelegen) wurde von Álvaro Siza Vieira entworfen.
Alle Bahnsteige verfügen über dynamische Zielanzeigen, die auch die Zeit in Minuten bis zur nächsten Abfahrt anzeigen.

## Fahrzeuge
Es sind 72 fünfteilige Eurotram-Triebwagen von Bombardier Transportation vorhanden. Diese 35 m langen, 40 Tonnen schweren und bis zu 80 km/h schnellen Multigelenkwagen bieten 80 Sitzplätze und insgesamt Platz für 215 Personen (bei 4 Personen/m²); sie sind durchgängig niederflurig. Der Typ Eurotram wird von Bombardier mittlerweile als Teil der Flexity Outlook-Reihe vermarktet. Wagen dieser Bauart verkehren neben Porto auch in Mailand und Straßburg. Im Mai 2006 wurden für 115 Millionen Euro bei einem Konsortium von Bombardier und Vossloh Kiepe 30 dreiteilige Triebwagen des Typs Bombardier Flexity Swift bestellt. Das Design dieser Stadtbahnfahrzeuge wurde vom belgischen Büro Enthoven für Porto konzipiert. Die Fahrzeuge bieten auf 37,1‘m Länge 248 Fahrgästen Platz, davon sind 100 Sitzplätze. Die Einheiten laufen auf vier echten Drehgestellen und ermöglichen damit höhere Geschwindigkeiten. Auf Bahnsteigniveau liegen die Bereiche zwischen den Einstiegstüren der Endteile bis zum anschließenden Gelenk. Über den Enddrehgestellen und im mittleren Wagenkasten ist der Boden um eine Stufe erhöht. Beim Einsatz auf der Linien B nach Póvoa do Varzim und C zur Endhaltestelle ISMAI können sie ihre Höchstgeschwindigkeit von 100 km/h erreichen.
Die ersten der in Wien gebauten Züge des Typs Bombardier Flexity Swift wurden Ende 2008 ausgeliefert und ein Jahr lang getestet. Sie werden seit Anfang 2010 im regulären Betrieb eingesetzt, zunächst als Expresszüge der roten Linie B nach Póvoa do Varzim. Seit dem 1. Februar 2010 wird der gesamte Verkehr der roten Linie B mit diesen Wagen abgewickelt, zur Kapazitätsausweitung vielfach mit zwei gekuppelten Fahrzeugen in Doppeltraktion. Mit den dadurch freigesetzten Eurotram-Einheiten konnte die Kapazität auf den übrigen Linien erheblich gesteigert werden. Unterhalten werden alle Wagen im Depot Gueifões, gelegen an den Linien B und E.

2020 wurden nach einer Ausschreibung bei CRRC Tangshan 18 vierteilige Kurzgelenkwagen mit einer Kapazität von 252 Fahrgästen mit einem Gesamtwert von 49,6 Millionen Euro bestellt. Die Fahrzeuge sollten ursprünglich zwischen 2021 und 2023 ausgeliefert werden und den zusätzlichen Fahrzeugbedarf durch die geplanten Streckenverlängerungen abdecken. Die ersten Züge trafen im Herbst 2022 in Porto ein und wurden danach ausgiebig im Streckennetz getestet, ab Mai 2023 war der Einsatz im Regelbetrieb geplant. Für 2023 wurde zudem die Ausschreibung für zusätzliche 22 Züge vorbereitet, vier mehr als ursprünglich angedacht, sowie die Option auf 10 weitere, um den Kapazitätsbedarf für die 2026 in Betrieb gehende Linie H von Casa da Música nach Santo Ovídio abzudecken. Im März 2025 wurde auch dieser Auftrag an CRRC Tangshan vergeben. Die bestellten Fahrzeuge sind erneut vierteilige Kurzgelenkwagen. Von den 22 Fahrzeugen der Festbestellung sollen 18 Stück für den geplanten GoA2-Betrieb auf der Linie H ausgerüstet werden.

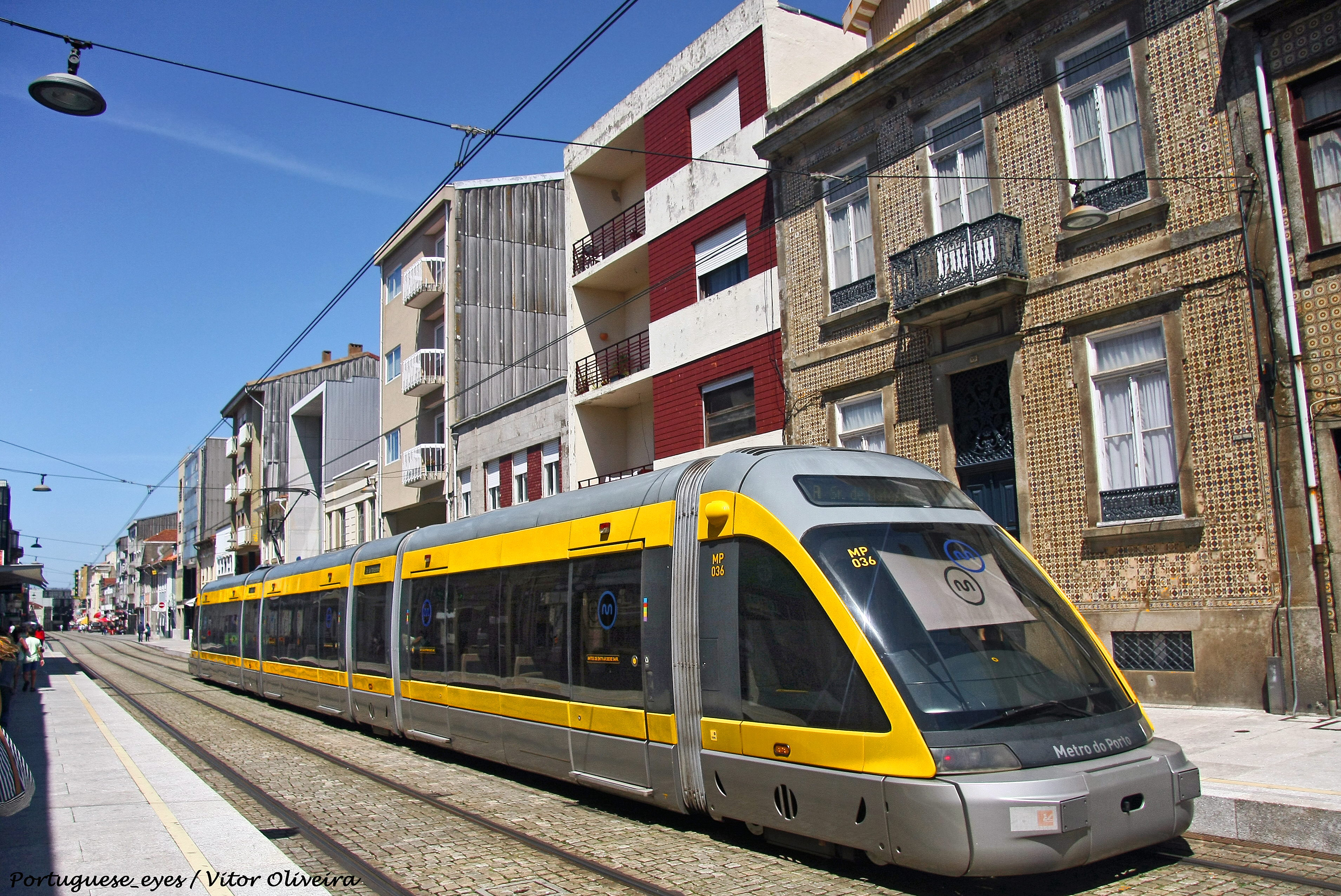
Flexity Outlook Eurotram
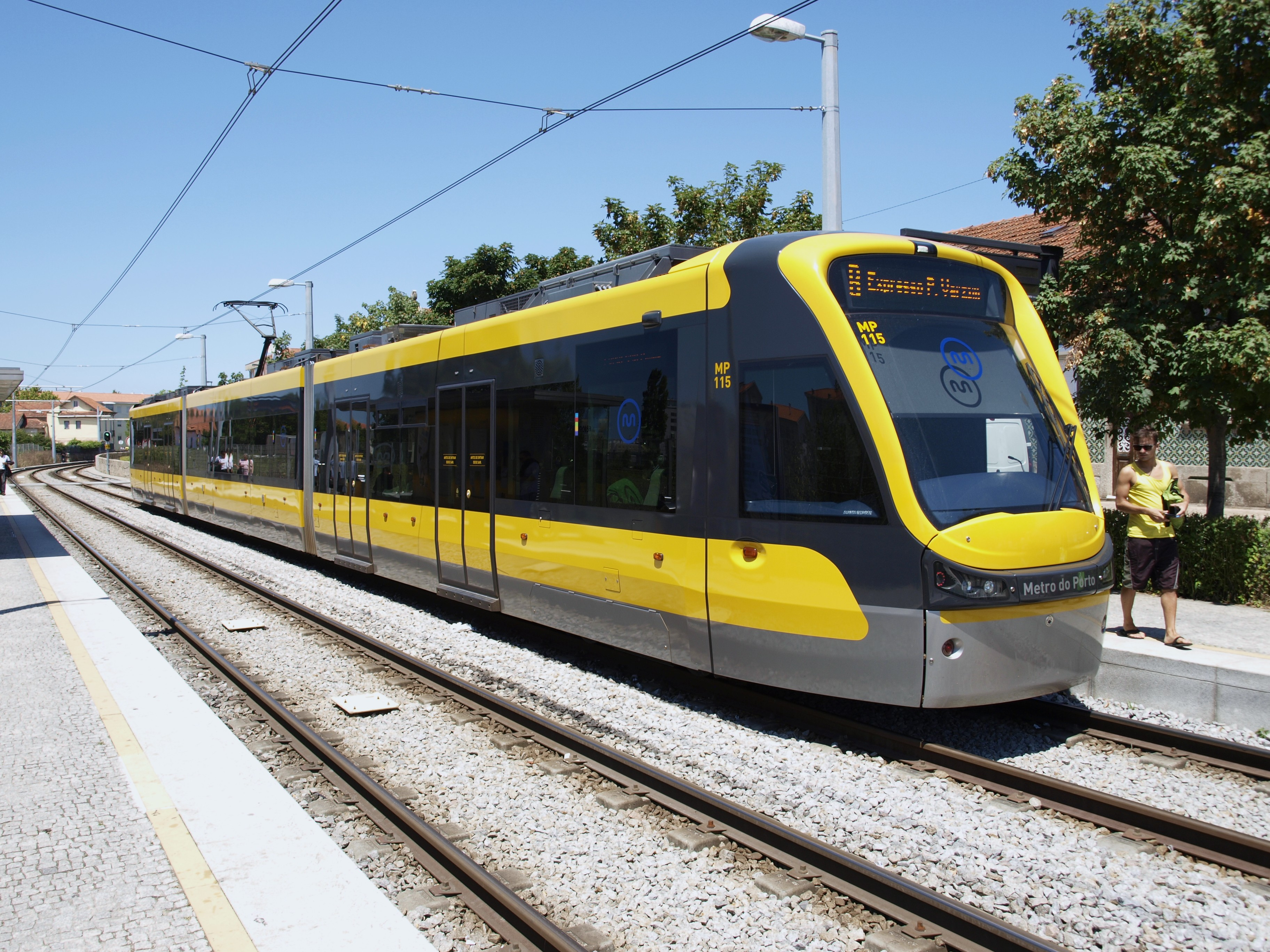
Flexity Swift
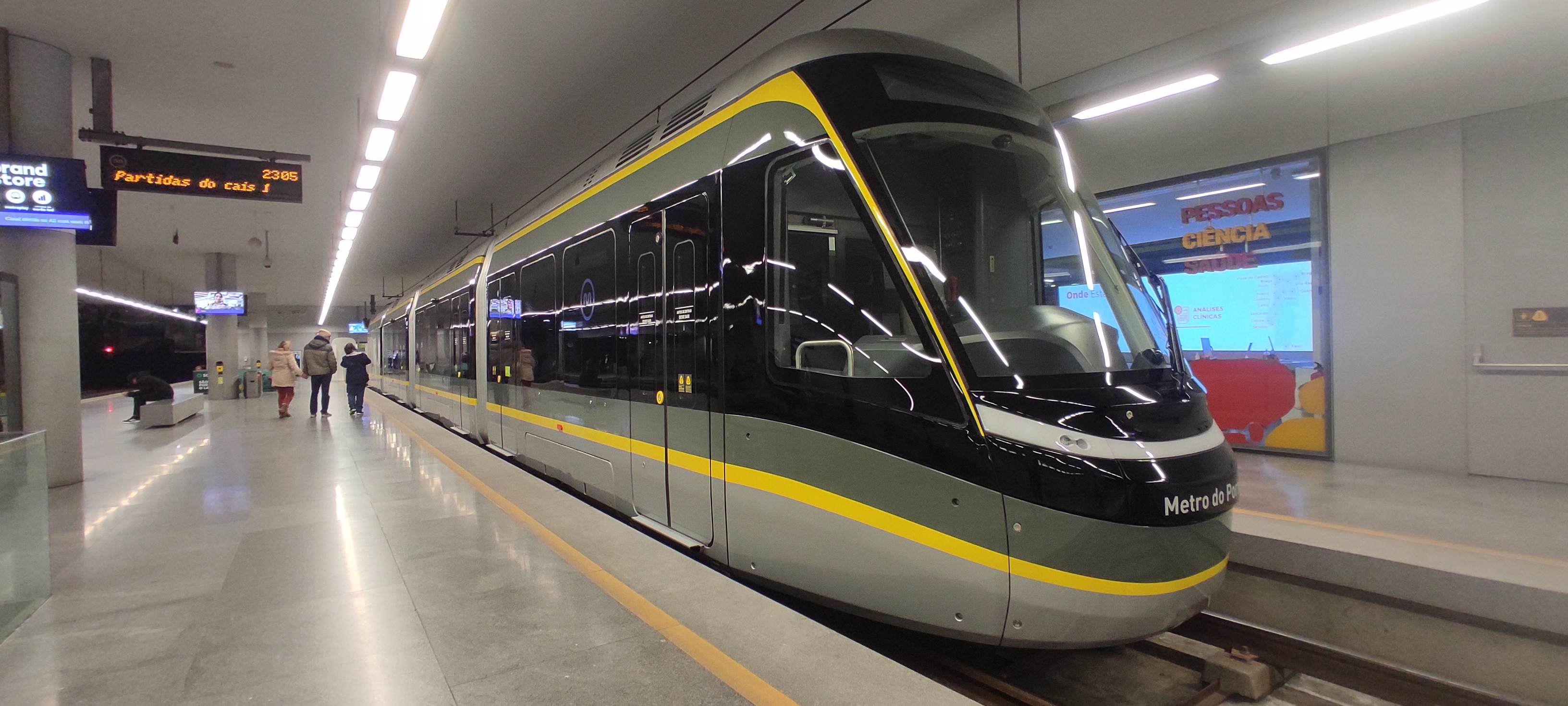
Kurzgelenkwagen der 1. Serie von CRRC Tangshan